# Fowlerton (Texas)
Fowlerton è un census-designated place degli Stati Uniti d'America situato nella contea di La Salle dello Stato del Texas.
La popolazione era di 55 persone al censimento del 2010.

## Storia
Fowlerton prende il nome da due fratelli che si stabilirono nella zona nel 1910.

## Geografia fisica
Fowlerton è situata a 28°27′53″N 98°48′42″W (28.464840, -98.811642).
Secondo lo United States Census Bureau, ha un'area totale di 2,2 miglia quadrate (5,7 km²).

## Società

### Evoluzione demografica
Secondo il censimento del 2000, c'erano 62 persone, 28 nuclei familiari e 18 famiglie residenti nella città. La densità di popolazione era di 28,5 persone per miglio quadrato (11,0/km²). C'erano 45 unità abitative a una densità media di 20,7 per miglio quadrato (8,0/km²). La composizione etnica della città era formata dal 95,16% di bianchi, il 4,84% di altre razze. Ispanici o latinos di qualunque razza erano il 24,19% della popolazione.
C'erano 28 nuclei familiari di cui il 25,0% aveva figli di età inferiore ai 18 anni, il 60,7% aveva coppie sposate conviventi, il 3,6% aveva un capofamiglia femmina senza marito, e il 35,7% erano non-famiglie. Il 35,7% di tutti i nuclei familiari erano individuali e il 14,3% aveva componenti con un'età di 65 anni o più che vivevano da soli. Il numero di componenti medio di un nucleo familiare era di 2,21 e quello di una famiglia era di 2,89.
La popolazione era composta dal 25,8% di persone sotto i 18 anni, l'1,6% di persone dai 18 ai 24 anni, il 22,6% di persone dai 25 ai 44 anni, il 33,9% di persone dai 45 ai 64 anni, e il 16,1% di persone di 65 anni o più. L'età media era di 46 anni. Per ogni 100 femmine c'erano 87,9 maschi. Per ogni 100 femmine dai 18 anni in giù, c'erano 76,9 maschi.
Il reddito medio di un nucleo familiare era di 19.107 dollari e quello di una famiglia era di 23.750 dollari. I maschi avevano un reddito medio di 0 dollari contro i 40.417 dollari delle femmine. Il reddito pro capite era di 16.497 dollari. C'erano no famiglie e l'8,5% della popolazione che vivevano sotto la soglia di povertà, incluso no under eighteens e nessuno sopra i 64 anni.